# Alcazaba de Guadix
La alcazaba de Guadix, también mencionado a veces como castillo de Guadix, es una fortificación de origen árabe que se encuentra situada en el municipio español de Guadix, en la provincia de Granada, comunidad autónoma de Andalucía. El complejo fue construido en torno al siglo XI.

## Historia y descripción
La alcazaba comenzó a construirse alrededor del siglo X bajo la dinastía zirí, durante la Taifa de Granada, para proteger a la ciudad de invasores, principalmente cristianos, y fue ampliada durante la época nazarí. Tras la conquista de los Reyes Católicos en 1489, comenzó el abandono de la fortaleza. En el siglo XVI la construcción fue destruida parcialmente, perdiéndose gran parte de las estancias interiores de la misma. Durante la época napoleónica también sufrió ciertas modificaciones realizadas por los franceses durante el asedio de la ciudad. Posteriormente, fue restaurado.
En el año 1931 fue declarada Monumento Artístico Nacional.
Al igual que en muchas de las construcciones de origen musulmán, el principal material empleado en la torre fue el tapial, dándole a la alcazaba un aspecto rojizo característico. La torre del homenaje es de planta cuadrada, y está formada por dos partes, siendo la superior de dimensiones más reducidas que la inferior. Ambas están coronadas por almenas rectangulares. En la parte superior de la torre existía una escultura de la Inmaculada Concepción que posteriormente fue trasladada al Centro de Espiritualidad de la diócesis de Guadix, donde se encuentra actualmente.

## Galería de imágenes

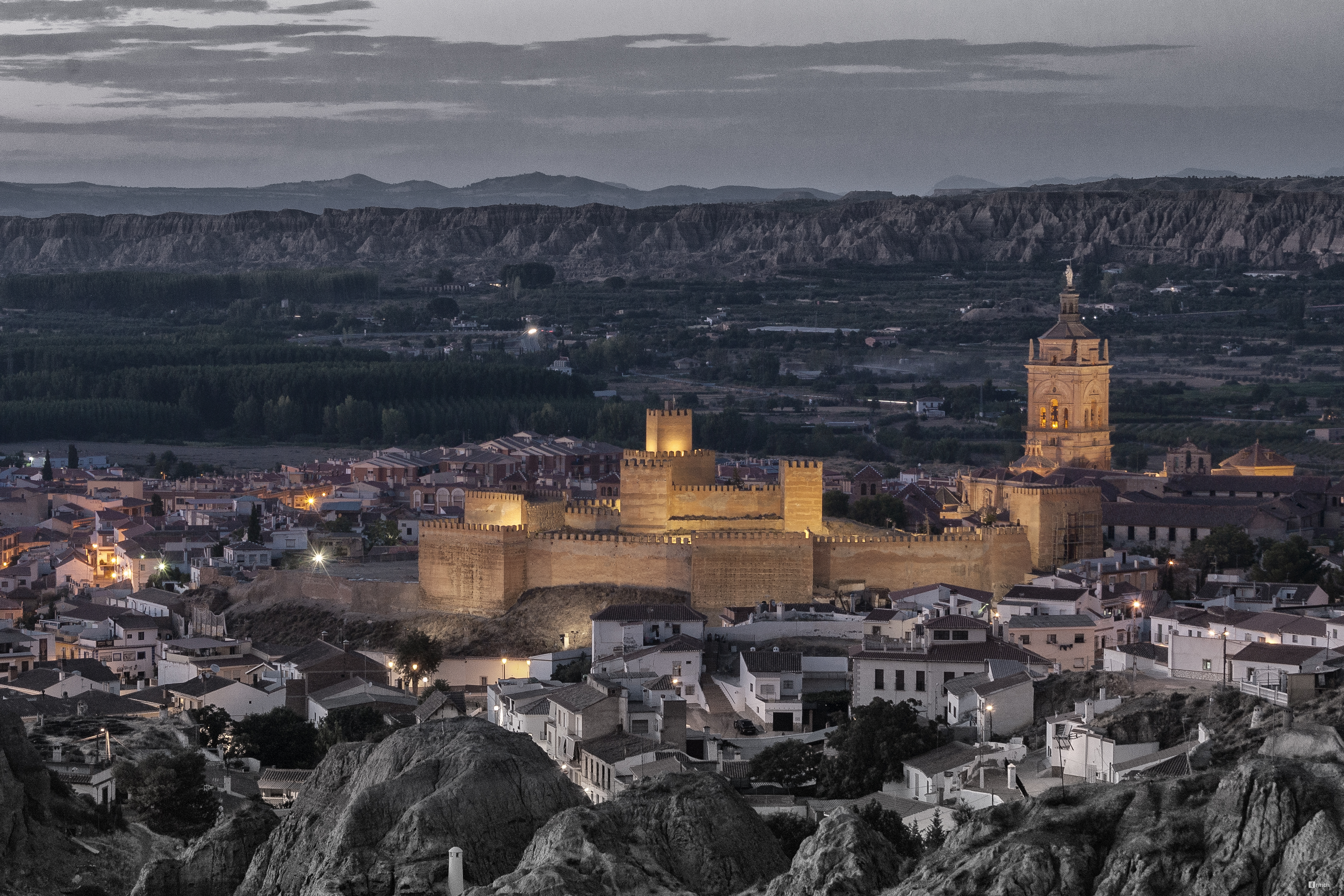
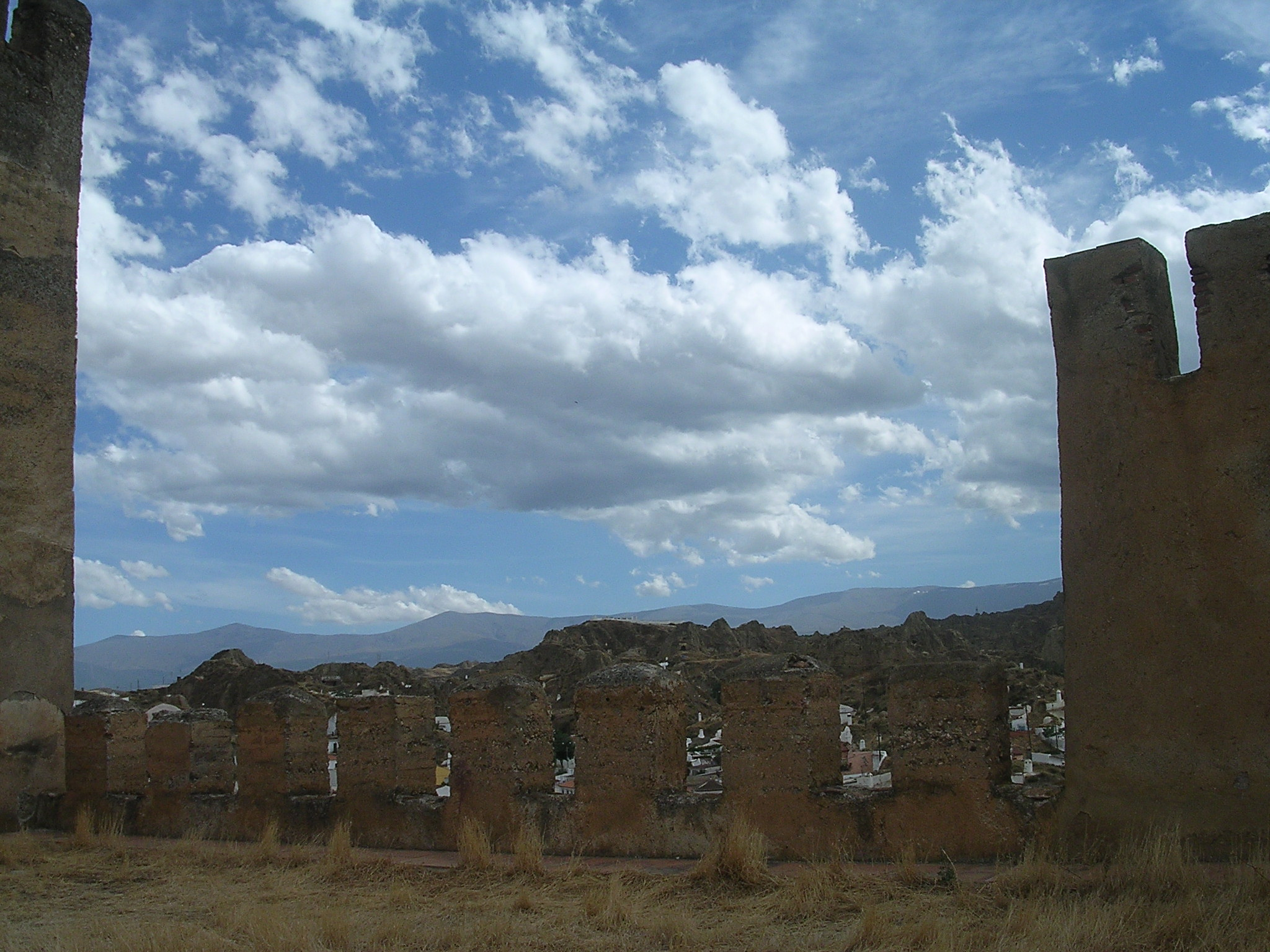
Muralla
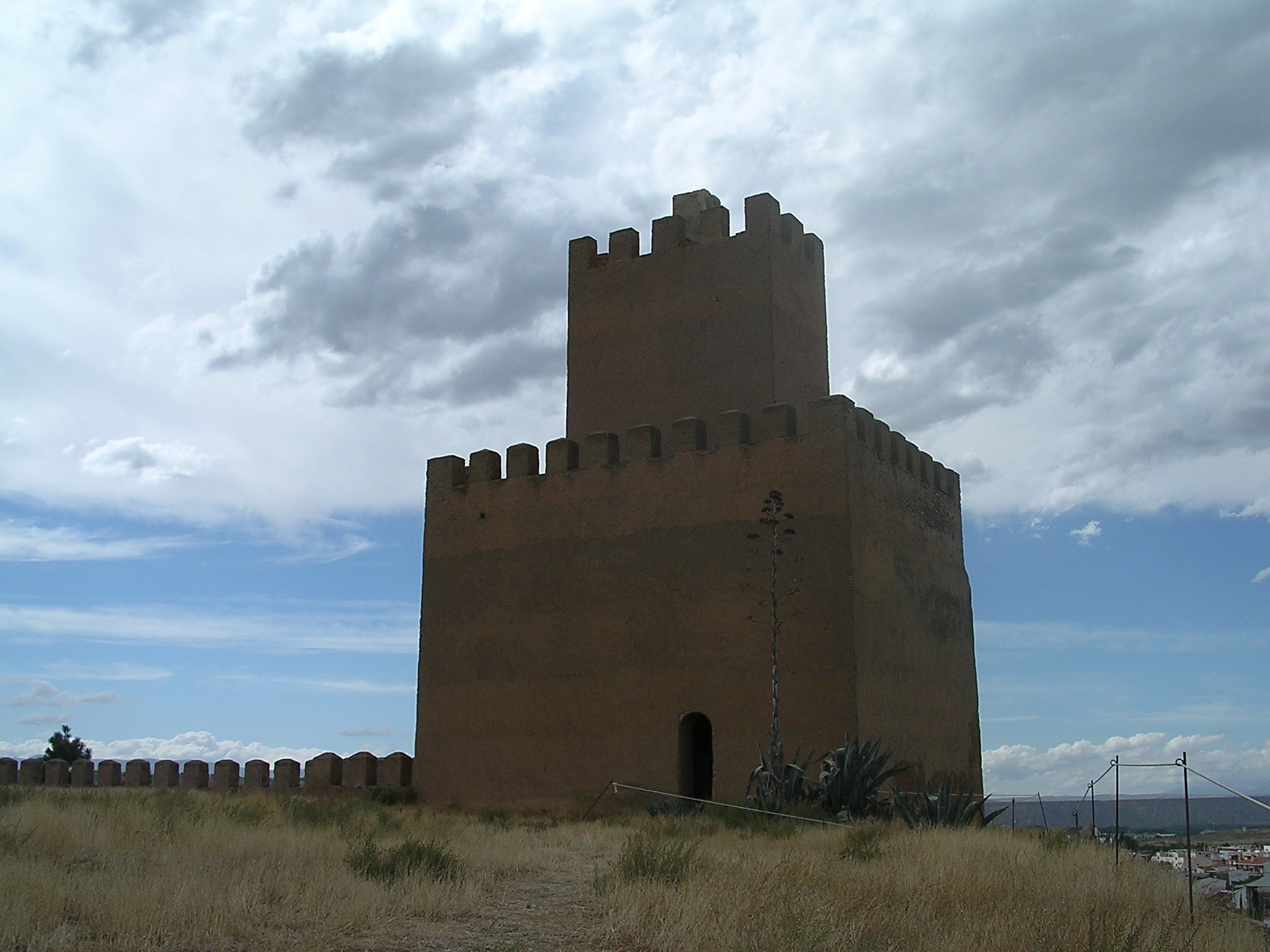
Torre